# Бигальк, Герхард
Герхард Бигальк (нем. Gerhard Bigalk; 26 ноября 1908, Берлин-Нидершёнхаузен — 17 июля 1942, Северная Атлантика) — немецкий офицер-подводник, капитан 3-го ранга (посмертно, 5 апреля 1945 года).

## Биография
Ходил на кораблях торгового флота, а в апреле 1934 года поступил на службу в ВМФ. 1 июля 1934 года произведен в фенрихи, 1 октября 1936 года — в лейтенанты.
В октябре 1935 года прошёл подготовку летчика морской авиации. В этом качестве Бигальк участвовал в военных действиях в Испании во время Гражданской войны. Во время этой войны Бигальк сделал 21 боевой вылет, за что был награждён Испанским крестом (1 июня 1939 года).

## Вторая мировая война

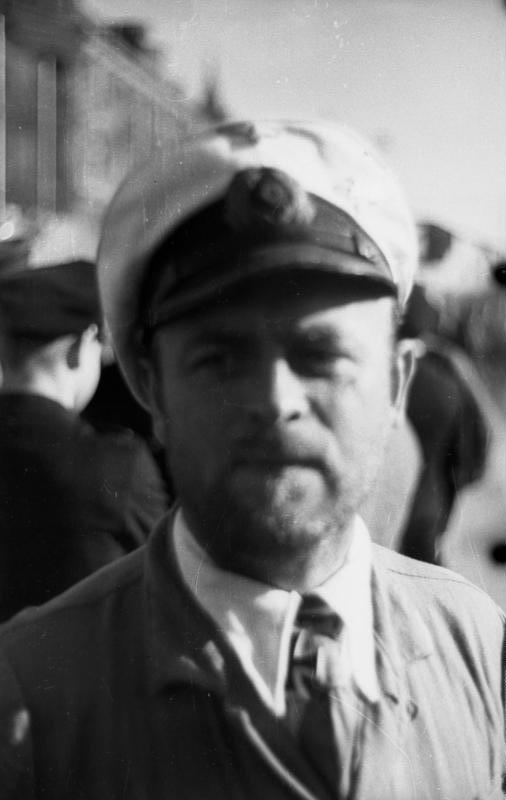

В ноябре 1939 года Бигальк перешёл в подводный флот.
Со 2 июня по август 1940 года командовал подлодкой U-14, но участия в боевых походах не принимал.
31 января 1941 года назначен командиром подлодки U-751, на которой совершил 7 боевых походов (проведя в море в общей сложности 218 суток).
21 декабря 1941 года Бигальк потопил британский эскортный авианосец «Одесити» водоизмещением 11 000 тонн, за что 26 декабря был награждён Рыцарским крестом Железного креста.
Погиб на своей лодке, потопленной британской авиацией северо-западнее мыса Ортегаль в Северной Атлантике.
Всего за время военных действий Бигальк потопил 6 кораблей и судов общим водоизмещением 32 412 брт и повредил 1 судно водоизмещением 8096 брт.